# Patrizia Barucha
Patrizia Barucha (* 7. April 1983) ist eine ehemalige deutsche Fußballspielerin.

## Karriere

### Vereine
Barucha spielte für 3 Frankfurter Fußballvereine. Sie startete ihre Karriere 1999 beim FSV Frankfurt in der Bundesliga. 2002 wechselte sie für 2 Jahre zum Ligakonkurrenten 1. FFC Frankfurt, mit dem sie gleich in der ersten Saison Meister und DFB-Pokalsieger wurde. Im DFB-Pokal-Finale gegen den FCR 2001 Duisburg  vor 30.000 Zuschauern im Berliner Olympiastadion stand sie in der Startelf.
Für die Saison 2004/05 kehrte sie zum FSV Frankfurt zurück, für den sie 15 Punktspiele bestritt und zwei Tore erzielte. In der Saison 2005/2006 spielte sie wiederum für den FFC Frankfurt, kam dabei aber nur in 6 Bundesliga-Spielen als Einwechselspielerin zum Einsatz. In dieser Saison stieg ihr alter Verein FSV Frankfurt aus der Bundesliga ab. 
Von 2009 bis 2013 kam sie für den 1. FFC Frankfurt II in der zweigleisigen 2. Bundesliga in der Gruppe Süd in 27 Punktspielen zum Einsatz, in denen sie fünf Tore erzielte. Ihr Debüt gab sie am 20. September 2009 (1. Spieltag) bei der 0:6-Niederlage im Auswärtsspiel gegen den VfL Sindelfingen. Ihr erstes Tor erzielte sie am 1. Mai 2011 (22. Spieltag) beim 3:1-Sieg im Heimspiel gegen den FC Bayern München II mit dem Treffer zum 1:0 in der vierten Minute.
Von 2013 bis 2015 bestritt sie elf Punktspiele für Eintracht Frankfurt in der drittklassigen Regionalliga Süd. Des Weiteren bestritt sie für den Verein das am 31. August 2013 ausgetragene Erstrundenspiel im DFB-Pokal-Wettbewerb, das mit 0:4 gegen den 1. FFC 08 Niederkirchen verloren wurde.

### Nationalmannschaft
Ihr Länderspieldebüt für die U19-Nationalmannschaft gab sie am 10. Oktober 2001 bei der 2:3-Niederlage gegen die Auswahlmannschaft Schwedens von Beginn an, bevor sie für Isabell Bachor in der 46. Minute ausgewechselt wurde.
Für die U21-Nationalmannschaft bestritt sie alle sechs Länderspiele im Jahr 2003, wobei sie am 10. Juli beim 2:1-Sieg im Testspiel gegen die U21-Auswahl Dänemarks debütierte. Ihr erstes Länderspieltor erzielte sie am 21. Juli beim 4:0-Sieg im Testspiel gegen die U21-Auswahl Finnlands mit dem Treffer zum Endstand in der 79. Minute.

## Erfolge
- DFB-Pokal-Sieger 2003, -Finalist 2006